# DD 전차

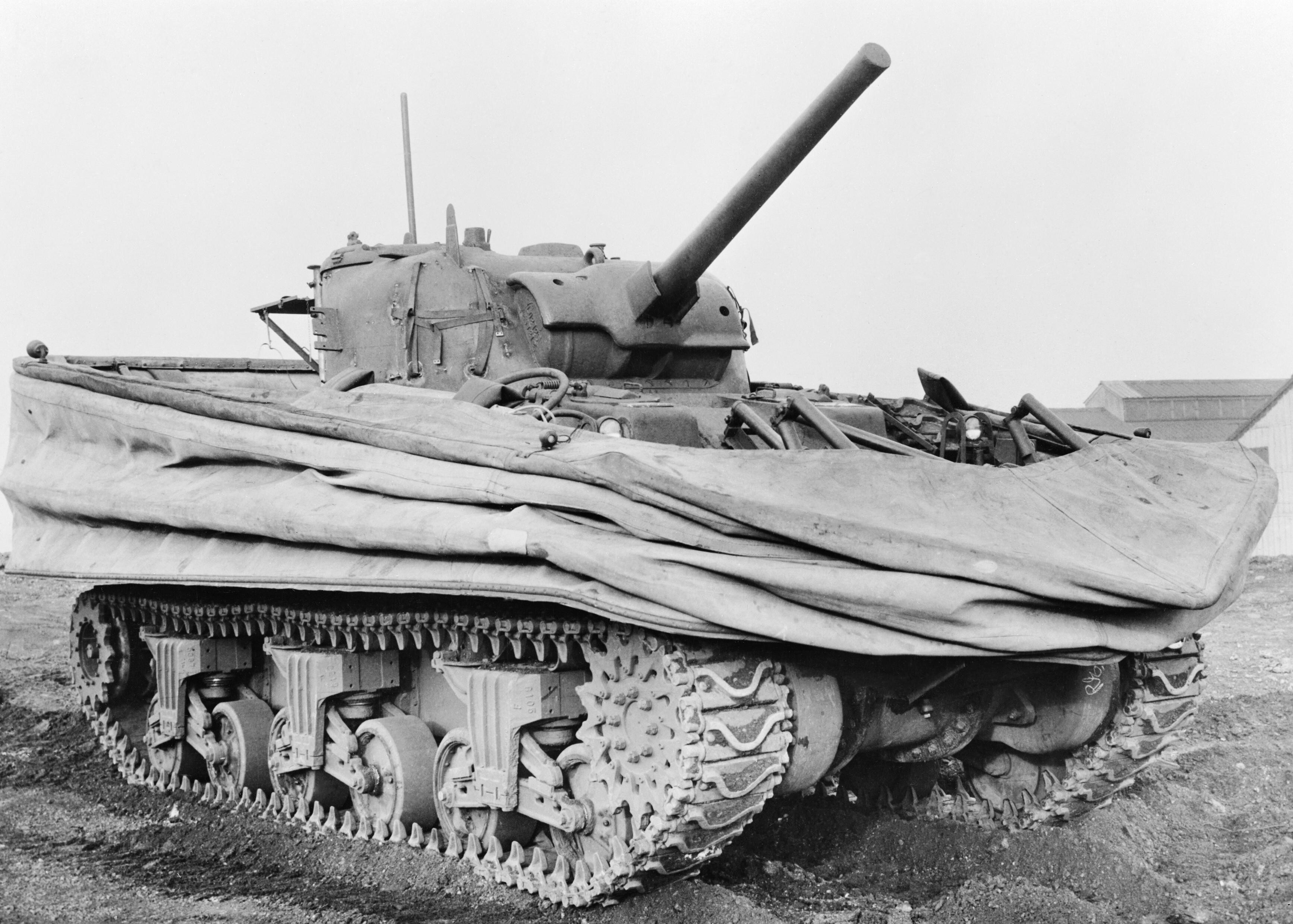

DD 전차(DD tank, duplex drive tank) 또는 "도널드 덕 전차"는 제2차 세계 대전 당시 영국이 개발한 수륙양용 스위밍 탱크의 일종이었다. 이 문구는 주로 1944년 6월 노르망디 상륙 당시와 그 이후 서부 연합군이 사용한 M4 셔먼 중형전차의 DD 변형에 사용된다.
DD 탱크는 탱크 주위에 캔버스 '부양 스크린'(flotation screen)을 세워 탱크가 물에 뜨는 방식으로 작동했다. DD 탱크는 프로펠러를 사용하여 물 속에서 전진한 다음 육지에 도달하면 부양 스크린을 내리고 일반 탱크처럼 전투한다.
DD 전차는 유럽 침공 계획을 지원하기 위해 고안된 퍼니 전차로 통칭되는 많은 특수 공격 차량 중 하나였다.

## 같이 보기
- T-37A